# Citaleus
Citaleus is een bestuurslaag in het regentschap Sumedang van de provincie West-Java, Indonesië. Citaleus telt 1897 inwoners (volkstelling 2010).